# SymPy
SymPy es una biblioteca escrita en Python cuyo objetivo es reunir todas las características de un sistema de álgebra computacional (CAS), ser fácilmente extensible y mantener el código todo lo simple que sea posible.
SymPy no requiere ninguna biblioteca externa, salvo para soporte gráfico. 

## Características
En su funcionalidad podemos distinguir entre:
- Capacidades básicas, que incluyen: 
  - manejo de enteros de precisión arbitraria y de números racionales,
  - simplificación básica, expansión, sustitución básica,
  - manejo de funciones sobre el cuerpo de los complejos,
  - derivación, expansión en series de Taylor o de Laurent,
  - símbolos no conmutativos.

- Módulos que incorporan estas tareas:
  - más funciones (factorial, zeta, legendre, etc),
  - límites,
  - integración,
  - divisibilidad y factorización de polinomios,
  - resolución de ecuaciones algebraicas, diferenciales y sistemas,
  - operaciones con matrices simbólicas,
  - Álgebra de Dirac y de Pauli,
  - Representación gráfica (en 2D y en 3D).

- O paquetes externos:
  - symbide: GUI en PyGTK

## Ejemplo de uso

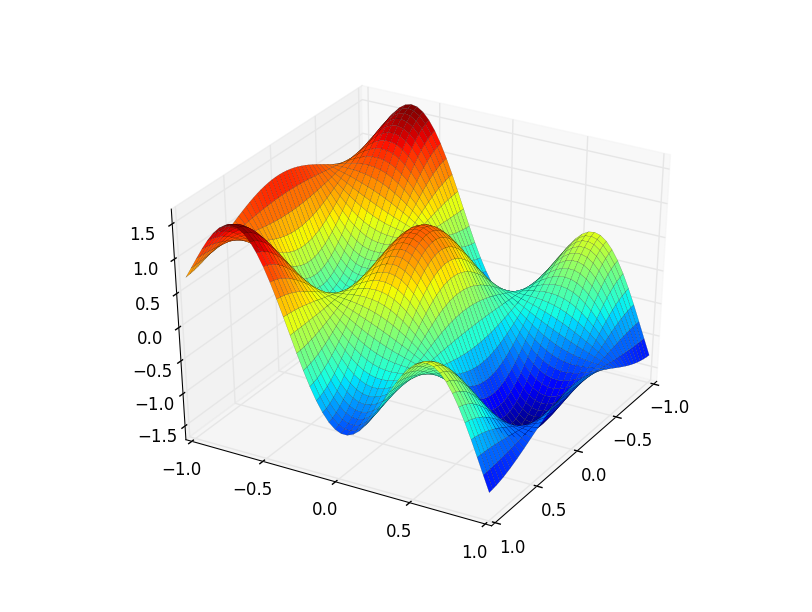
Gráfico creado con SymPy.

Nótese que, en contraste con otros CAS, es necesario declarar las variables simbólicas antes de utilizarlas.
```
>>>
 
from
 
sympy
 
import
 
*

>>>
 
x
,
y
 
=
 
symbols
(
'x,y'
)
 
#declaramos las variables simbolicas

>>>
 
f
 
=
 
x
**
2
 
/
 
y
 
+
 
2
 
*
 
x
 
-
 
ln
(
y
)

>>>
 
diff
(
f
,
x
)

2
 
+
 
2
*
x
/
y

>>>
 
f
.
diff
(
x
)
 
#notacion alternativa como metodos para derivacion y otros operadores 

2
 
+
 
2
*
x
/
y

>>>
 
diff
(
f
,
y
)

-
1
/
y
 
-
 
x
**
2
*
y
**
(
-
2
)

>>>
 
integrate
(
exp
(
-
x
),
 
(
x
,
 
0
,
 
oo
))
 
#oo es la clase que representa a infinito

1

```